# BPR5000
BPR5000（ビー・ピー・アール・ごせん、ジングルでは「ごせん」を「ファイヴサウザンド」と読み上げ）は、JFN制作（実際はTOKYO FMの制作だった）でTOKYO FMをキーステーションにJFN34局ネットで放送されていた番組。俗に「BPR」とも呼んだ。後述するが、幾度か復活特番として放送されている。

## 概要
2001年3月までは曜日ごとに番組が分かれていたが、当番組からは月〜水の枠が統合されることとなった。
そのため、当初は「ラジオ黄金時代第2部・BPR5000」として放送され、のちに冠が「ラジオ黄金時代　Golden Monkey」に代わり、2003年3月まで放送された。その後は「ラジオ黄金時代」というレーベルが無くなったが、2005年3月末まで放送された。
パーソナリティはつるの剛士。『ウルトラマンダイナ』でもおなじみであったが、当番組では深夜という時間帯に不相応なハイテンションさで2時間の生放送中1万通を超えるメールやFAXがくるほどの人気番組となった。
なお、つるのはこれが初のパーソナリティではなく、1995年に放送されていた友人の河相我聞が担当していたG1 Grouper・Mondayのなかでワンコーナー「つるちゃんのしあわせデリバリー!」を担当していた。これがきっかけで現在の事務所に所属することになる。
テーマ曲はバケットヘッド「Jump Man」。
ちなみに「BPR5000」には『B=バカに、P=パンチ、R=ロックンロール、5000=5000発』と言う意味があった。
つるのはこれにひっかけて、27時の冒頭で「ロックンロール!!!」と叫んでいたほか、番組ではロックサウンドが多くかけられた。また、逆電企画も多く行われ、呼びかけるときには「もしもしロッケン（ロール）？」、切る際には「バイバイロッケン」という言葉を使用。
2005年3月に番組は終了。その後半年して東京ローカルではあるが『Bloggers Night!!』でラジオ番組に復帰する。

## 放送時間
- 月曜〜水曜　27:00〜29:00
  - TOKYO FMでは放送初期の頃は全曜日27:00から放送していたが、放送後期の頃から全曜日28:00からの飛び乗りになった。ただし、以前は月曜のみ28:00〜。他は、27:30〜などと飛び乗りスタートの開始時刻がたびたび変わっていた。
  - 放送初期はカドカワサウンドシネマが放送されていたため全局28:50で終了していた。その後TFMとFM愛知のみが28:50でネット落ちがあったが最終的には29:00終了となった。
- 全国34局ネット
  - 初期は33局ネット。2003年4月からJFN系列入りしたKiss FM KOBEでの放送が始まり、34局ネットとなった。自主制作番組を放送していたAIR-G'、fm osaka、fm fukuokaと、毎日27:00に放送を休止していたJOEU-FMでの放送はなかった。

## コーナー

### 月曜日
- ネオジオン軍
- ゴスっていいとも
- タイムアフタータイム
- キルキル･ビルビル
- ミス･BPR
- アドレナリンだワッショイ!!
- つるのー♪♪
- 悩みゴッド
- 変なおじさんBEST5

タイトル通り、リスナーから送られた変なおじさんの目撃情報をランキング形式で発表するコーナー。2005年1月1日深夜に放送された「生放送だよ！JFNオールスターズ全員集合！？2005」でも行われた。
- Ｚ計画

### 火曜日
- そこが変だよパンチョさん
- そこが変だよ小倉さん（～パンチョさんから改名）
- 真夜中のセクシー俳句
- つる広
- ステッカーのつる
- クイズ･ヒントでピーン・コダチ
- スーパー･ドクターT
- Mステ

M(マゾヒズム)を強く感じる行為を送ってもらうコーナー。特にMを一番強く感じるメールを送ったリスナーは実名が一週間ホームページに掲載されていた。
- 火曜カスペンスニュース
- つるの神拳

### 水曜日
- マイケルジャクサンソン
- 天才たけしの元気が出るクイズ
- 出たがりマリコのおしゃべり道場
- THE裏稼業
- タイムショック･クイズ
- OHRオレ流
- タイトル未定
- 知ってるビアの泉

## 単発特番としてのBPR5000
BPR5000終了後は目立って全国ネットの番組はなく、東京ローカルの番組に出演していたが、2009年・2010年と復活を遂げている。

### BPR5000「復活祭」
つるの剛士のカバーアルバム「つるのうた」発売に合わせた、2009年4月21日深夜27:00 - 28:55（日付上は22日3:00 - 4:55）に2005年3月の番組終了から4年ぶりに放送された。

リスナーから多々寄せられていたという「BPR復活希望」の声に応えた形ともなった。

この日のテーマは「“つるのうた”の曲目の曲紹介をしてもらう」というものであった。久しぶりの深夜全国ネットとあって、つるのはかなり懐かしんで放送を進めていた。

また、4時台は「天才たけしの元気が出るクイズ」を行い、30問近い質問を女性リスナーにぶつけた。

以前、メールサーバーがパンクしたこともあってか、バックアップ用ということで3時台と4時台でメールアドレスが分かれたが、3時台が「tsurunotakashi」、4時台が「kodakusan」であった（ドメインは同じ）。

数多くの取材陣がJFNスタジオに集結していたこともあって、番組内の発言が幾つか各紙の芸能面やサイト上の芸能ニュースのところにアップされた。
通常この時間で放送の『DAY BREAK』は休止となった。

### BPR5000 presents つるROCK FES 2010 SPECIAL!
後述されている、番組から生まれたロックフェスティバル「つるROCKフェス」が、2010年8月11日にリビエラ逗子マリーナで野外フェスティバルとして復活することを記念して番組も復活する運びとなり、2010年8月4日深夜25:00 - 28:00（日付上は5日1:00 - 4:00）に2009年4月の復活から1年4か月ぶりに2度目の復活を果たす。これまでのレギュラー番組や特番よりも1時間長い3時間の放送。ただし、JFN全国ネットではなく、東京ローカルでの放送。

サークルプレイヤーなどでもまだまだリスナーから多々寄せられている「BPR復活希望」の声に応えた形に。

また、Ustreamでも生中継。（ただし、著作権の関係から曲を掛けている最中は無音になっていた）

ドメインは東京ローカルと言うこともあって、「@tfm.co.jp」であったが、メールアドレスにもまたまたボケが入り、1時台が「fujirock」、2時台が「tsurufuck」、3時台が「ebisu-helth」と結局「つるロック」とは関係ないアドレスに。
通常この時間で放送の『扉-TO VILLA- from OSAKA』は東京地区のみ休止となった。

## つるROCKフェスティバル
番組主催のライブイベントとして全5回開催された。
つるののバンド「太陽の衝動」の他、番組でコーナーを持っていたギターウルフやTHE NEATBEATS、DOPING PANDAなどが出演した。
ELLEGARDENやストレイテナーなど現在人気のあるバンドもこのイベントに出演した事がある。
2010年夏に「つるROCKフェス2010」が開催された。

### つるROCKフェスティバルVol.1
会場：ON AIR WEST
2002年9月22日
- ギターウルフ
- THE NEATBEATS
- 太陽の衝動
- ピンクリボン軍

### つるROCKフェスティバルVol.2
会場：ON AIR WEST
2003年2月16日
- ジェット機　※これがジェット機結成後初ライブ。
- 太陽の衝動
- Spinna B-ill&the cavemans
- ストレイテナー

### つるROCKフェスティバルVol.3
会場：渋谷CHELSEA HOTEL
2003年7月5日
- ELLEGARDEN　※「BRING YOUR BOARD!!Tour」の前夜祭という形で出演。
- CORNER
- ASPARAGUS
- noodles
- 太陽の衝動
- Tuff Session

### つるROCKフェスティバルVol.4
会場：ON AIR WEST
2003年11月24日
- The Miceteeth
- Hermann H.&The Pacemakers
- DOPING PANDA
- 太陽の衝動
- BLACK BOTTOM BRASS BAND

### つるROCKフェスティバルVol.5
会場：新宿LOFT
2004年3月29日
- The ピーズ
- 惑星
- THE NEATBEATS
- 太陽の衝動
- 髭（HiGE）
- ギトギトハスラー
- theCHICKEN masters(O.A)

## BPR5000 BURST TRACKS
2003年3月26日にロードランナー・ジャパンから発売されたBPR5000完全タイアップのコンピレーションアルバム。リスナーからのリクエストを参考に18バンドのナンバーが収録された。この中には当時BPRでコーナーを持っていたギターウルフ、HUSKING BEE、THE NEATBEATSの他、つるののバンド「太陽の衝動」のナンバーが入っている。ブックレットには収録バンドの解説、BPR5000の解説、そしてリクエストを送ってくれたリスナー「BPR5000 ALL ROCKIN' PEOPLE!!」の名前/ラジオネームが掲載されている。
現在も大手CD店などで購入可能である。

### 収録曲
1. イナズマのメロディー / ギターウルフ
2. 真夏の蝉にて / ピンクリボン軍
3. the rhythm / KEMURI
4. I BURN / ALL LIVING THINGS
5. AWESOME LEVEL / Cocobat
6. ゴンドワナへの旅 / Smorgas
7. (Can’t Remember)How we used to be / ELLEGARDEN
8. Merry Time / NEGATIVE HOLIDAY
9. 戦風の中に立つ / STANCE PUNKS
10. PINKIE’S ROCK SHOW / Hermann H.&The Pacemakers
11. It ain’t over till it’s over / Spinna B-ill&The Cavemans
12. The steady-state theory / HUSKING BEE
13. Your Shitty / BAT CAVE
14. 間と間 / WORD
15. RIDE ON!drastic doom’s tension / WRENCH
16. DON’T DENY,GIVE IT A TRY!! / SA
17. BLACK LEATHER JUMPER“黒いジャンパー” / THE NEATBEATS
18. 愛しのあの娘 / 太陽の衝動